# Fabjerg Sogn
Fabjerg Sogn er et sogn i Lemvig Provsti (Viborg Stift).
I 1800-tallet var Fabjerg Sogn anneks til Gudum Sogn. Begge sogne hørte til Skodborg Herred i Ringkøbing Amt. Trods annekteringen var de to sogne hver sin sognekommune. Ved kommunalreformen i 1970 blev både Gudum og Fabjerg indlemmet i Lemvig Kommune.
I Fabjerg Sogn ligger Fabjerg Kirke.
I sognet findes følgende autoriserede stednavne:
- Bloksgård (bebyggelse)
- Børring (bebyggelse)
- Engelund (bebyggelse)
- Fabjerg (bebyggelse)
- Gudumlund (bebyggelse)
- Ildshøj (areal)
- Klosterhede Plantage (areal)
- Prebensgård (bebyggelse)